# Myctophum
Myctophum è un genere di pesci ossei abissali appartenente alla famiglia Myctophidae.

## Distribuzione e habitat
Il genere è cosmopolita; nel mar Mediterraneo è presente M. punctatum. Sono pesci batipelagici.

## Specie
- Myctophum affine
- Myctophum asperum
- Myctophum aurolaternatum
- Myctophum brachygnathum
- Myctophum fissunovi
- Myctophum indicum
- Myctophum lunatum
- Myctophum lychnobium
- Myctophum nitidulum
- Myctophum obtusirostre
- Myctophum orientale
- Myctophum ovcharovi
- Myctophum phengodes
- Myctophum punctatum
- Myctophum selenops
- Myctophum spinosum[1]